# Cristina Mazza
Cristina Mazza (Milano, 20 luglio 1955) è una sassofonista italiana.

## Biografia
Diplomata al Conservatorio di Bologna, influenzata dallo stile di Miles Davis e Ornette Coleman e formatasi negli ambienti del jazz milanese, Cristina Mazza ha intrapreso la carriera di strumentista a partire dagli anni 70. La critica l'ha definita come prima sassofonista donna a cimentarsi come solista in ambito jazz in Italia.
Ha registrato e pubblicato come leader o co-leader 15 album con diversi artisti, tra cui Mal Waldron, Reggie Workman, Sean Bergen, Daniele D’Agaro, Jean-Jacques Avenel, Sangoma Everett, collaborando spesso anche con il sassofonista e polistrumentista Bruno Marini.
Dal 2013 è affetta da miastenia gravis, malattia degenerativa che pur rallentandone l'attività dal vivo, non le ha impedito la realizzazione di vari progetti discografici.

## Discografia

### Album
- 1988 - Kkann (Splasc(h)) H159 ( LP)
- 1991 - Where Are You?, con Mal Waldron e Reggie Workman (Il Posto Records, IPR 1120, LP)[7]
- 1994 - Lanxsatura (MAP, CD)
- 1994 - University Jazz Project - Live in Verona (ArtisARCD, 020, CD)
- 1999 - 360° Circular (DDQ, CD)
- 2001 - The Gamble (Azzurra Music, CD)
- 2003 - Catch The Beat (Azzurra Music, CD)
- 2004 - E-Waste (Azzurra Music, CD)[8]
- 2006 - Sittin' Blues (Nocturna Records, CD
- 2008 - Out To Lounge  (maxysound -CD )
- 2008 - No Trespassing (Azzurra Music CD)
- 2011 - Relations  (Vibrarecords CD)
- 2021 - Celebrating the Music of Mal Waldron, con Sean Bergin, Daniele D'Agaro,
Bruno Marini, Jean-Jacques Avenel, Sangoma Everett (Caligola Music CD) [4][9]
- 2022 - Double3 (Caligola Music CD)
- 2024 - The adventures of Frank Floyd (Muse Zephyr Records)[10]